# Steinkreis von Bandirran
Der Steinkreis von Bandirran (auch Woodburn Cottage genannt) liegt in Collace, südlich von Coupar Angus in Perth and Kinross in Schottland.
Der Steinkreis, der ursprünglich aus mindestens zehn Steinen bestand und einen Durchmesser von etwa 85,0 m hat, befindet sich in einem Wald etwa 120 m nordöstlich von Woodburn Cottage. Es sind noch sieben Steine gut erkennbar, von denen zwei aufrecht stehen. Sie befinden sich auf dem Südwestbogen des Kreises. Zwischen dem nördlichen der beiden hohen Pfosten und dem nächsten Stein liegt eventuell ein achter, kaum sichtbar im Boden. Wahrscheinlich waren die Steine der Größe nach sortiert, wobei sich der höchste Stein auf diesem Bogen befand.
Die Steine werden im Uhrzeigersinn beschrieben (vom östlichen aufrechten Stein aus):
1. Der Stein ist 1,5 m hoch, 1,34 m breit und 0,8 m dick.
2. Der Stein ist 1,55 m hoch, 1,4 m breit und 1,0 m dick.
3. Der Stein ist größtenteils vergraben.
4. Der Stein ist größtenteils vergraben.
5. Der Stein ist zur Kreismitte hin gefallen. Es ist 1,65 m lang, 1,0 m breit und mindestens 0,55 m dick.
6. Der Felsblock ist nach innen gefallen. Es ist 1,5 m lang, 0,95 m breit und mindestens 0,45 m dick.
7. Der Stein ist größtenteils vergraben, aber mindestens 1,25 m lang.
8. Der Stein fehlt.
9. Der Stumpf des liegenden Steines ist 1,45 m lang, 0,95 m breit und mindestens 0,65 m dick.
10. Der Stein ist 1,85 m lang, 1,3 m breit und 0,45 m dick und wird von zwei kleinen Felsblöcken flankiert.

Ein früher (möglicherweise unzuverlässiger) Plan zeigt einen zentralen aufrechten Stein, von dem aber keine Spur erhalten ist.
Etwa 150 m östlich gibt es eine weitere Gruppe von mindestens drei Steinen, von denen jedoch nur einer aufrecht steht.